# Paolo Carnera
Pour les articles homonymes, voir Carnera.
Paolo Carnera, né le 2 avril 1957 à Venise, est un directeur de la photographie italien.

## Biographie
Lors de la 75e cérémonie des Rubans d'argent en 2020, il remporte le prix de la meilleure photographie pour Storia di vacanze (Favolacce) de Damiano et Fabio D'Innocenzo.
En 2024, il remporte le prix David di Donatello du meilleur directeur de la photographie lors de la 69e cérémonie des David di Donatello pour le film Moi, capitaine (Io capitano) de Matteo Garrone,.

## Filmographie
- 1991 : Dans la soirée (Verso sera) de Francesca Archibugi
- 1991 : Malicia 2000 (Malizia 2000) de Salvatore Samperi
- 1993 : La Grande Citrouille (Il grande cocomero) de Francesca Archibugi
- 1994 : La bella vita de Paolo Virzì
- 1995 : Ferie d'agosto de Paolo Virzì
- 1991 : Pizzicata de Edoardo Winspeare
- 1997 : Mains fortes (Le mani forti) de Franco Bernini
- 2000 : Tutto l'amore che c'è de Sergio Rubini
- 2009 : La straniera de Marco Turco
- 2010 : Benvenuti al Sud de Luca Miniero
- 2011 : Il giorno in più de Massimo Venier
- 2012 : A.C.A.B.: All Cops Are Bastards de Stefano Sollima
- 2015 : Suburra de Stefano Sollima
- 2018 : Frères de sang (La terra dell'abbastanza) de Damiano et Fabio D'Innocenzo
- 2020 : Storia di vacanze (Favolacce) de Damiano et Fabio D'Innocenzo
- 2021 : Le Tigre blanc (The White Tiger) de Ramin Bahrani
- 2021 : America Latina de Damiano et Fabio D'Innocenzo
- 2022 : Leonora addio de Paolo Taviani
- 2022 : Nostalgia de Mario Martone
- 2022 : Moi, capitaine (Io capitano) de Matteo Garrone
- 2023 : Adagio de Stefano Sollima

## Distinctions

### Récompenses
- Rubans d'argent 2020 : meilleure photographie pour Storia di vacanze (Favolacce)
- David di Donatello 2024 : meilleur directeur de la photographie pour Moi, capitaine (Io capitano)

### Nominations
- David di Donatello 2012 : meilleur directeur de la photographie pour A.C.A.B.: All Cops Are Bastards
- David di Donatello 2016 : meilleur directeur de la photographie pour Suburra
- David di Donatello 2019 : meilleur directeur de la photographie pour Frères de sang (La terra dell'abbastanza)
- David di Donatello 2021 : meilleur directeur de la photographie pour Storia di vacanze (Favolacce)
- David di Donatello 2022 : meilleur directeur de la photographie pour America Latina
- David di Donatello 2023 : meilleur directeur de la photographie pour Nostalgia